# Lee Ho
Lee Ho (kor. 이호) (ur. 22 października 1984 w Seulu), piłkarz południowokoreański.
Obecnie jest graczem Seongnam Ilhwa Chunma, do którego przyszedł z Zenitu Petersburg w 2009 roku. Do Zenitu został sprowadzony z klubu Ulsan Hyundai Horang-i przez Dicka Advocaata, który był jego trenerem w reprezentacji Korei Południowej. Wraz z kadrą narodową Lee Ho wystąpił na Mistrzostwach Świata w Niemczech. W 2007 roku został z Zenitem mistrzem Rosji.